# Double Income no Kids
Das Akronym DINK (englisch für double (oder dual) income no kids, zu Deutsch „doppeltes Einkommen, keine Kinder“) bezeichnet Personen im fortpflanzungsfähigen Alter, die in einer Paarbeziehung leben, aber noch keine Kinder haben oder kinderlos bleiben wollen; sie leben als verheiratetes, häufiger noch als unverheiratetes Paar zusammen, sind in der Regel beide berufstätig und verfügen über ein entsprechend hohes (doppeltes) Haushaltseinkommen, aber nicht notwendig über einen Hochschulabschluss wie viele Doppelkarrierepaare.
Da keine Kinder zu versorgen sind, ist die Vereinbarkeit von Familie und Beruf bei DINKs weniger relevant.
Ältere Paare, die allein leben, weil ihre erwachsenen Kinder ausgezogen sind, zählen nicht zu den DINKs, ebenso wenig Paare, die von Transfereinkommen leben, die noch studieren oder ungewollt kinderlos sind. Etwa 11 % der Paarhaushalte in Deutschland sind DINKs und machen damit ca. 3 % aller Haushalte aus. In der Bevölkerungsstatistik des Statistischen Bundesamtes ist der Begriff jedoch nicht gebräuchlich.
DINKs sind eine beliebte Zielgruppe für die Werbung. Der Ausdruck kommt aus dem Marketing und dient der Segmentierung von Kundengruppen. DINKs sind – wie Yuppies oder LOHAS – meist der oberen Mittelschicht zuzuordnen. In der Stadtgeographie gelten sie neben den Singles als Träger von Gentrifizierung.
In Deutschland wird die Bezeichnung oft abwertend verwendet, zeigt aber tatsächliche Änderungen im demografischen Verhalten westlicher Gesellschaften. Durch veränderte Werte werden Lebensmodelle ohne eigene Kinder aus Sicht der Einzelnen attraktiver. Die Altersversorgung ist unabhängig von eigenen Kindern, karriereorientierte Frauen sind gesellschaftlich akzeptiert.
Die wirtschaftliche Lage von DINKs erscheint gegenüber Familien mit Kindern deutlich attraktiver. Für den Lebensunterhalt stehen für zwei Personen auch zwei Arbeitseinkommen zur Verfügung, Familien mit Kindern haben teilweise für drei oder mehr Personen nur ein Arbeitseinkommen. Entsprechend erarbeiten DINKs zwei volle und unabhängige Altersversorgungen, der Alleinverdiener einer Familie kann nur eine volle Altersversorgung erwirtschaften. Trotz staatlicher Förderung für Familien wie dem Kindergeld, der Anrechnung von Kindererziehungszeiten bei der Rentenberechnung oder Steuererleichterungen durch Freibeträge und Ehegattensplitting wird das Leben in der DINK-Situation häufig als attraktiver als die Bildung einer Familie empfunden. Die gesellschaftlichen Leitbilder ändern sich. Die Folgen sind nicht nur eine Überalterung der Gesellschaft, sondern auch eine Gefährdung des Generationenvertrags.